# Ricardo Rosset
Pour les articles homonymes, voir Rosset.
Ricardo Rosset, né le 27 juillet 1968 à São Paulo (Brésil), est un pilote automobile brésilien.

## Biographie
Révélé par sa deuxième place dans le championnat international de Formule 3000 1995 derrière son coéquipier Vincenzo Sospiri, Ricardo Rosset accède au championnat du monde de Formule 1 en 1996, au sein de l'écurie Arrows. Très largement dominé par son coéquipier Jos Verstappen, le Brésilien n'impressionne guère les observateurs, et boucle la saison sans avoir inscrit le moindre point.
Pour la saison 1997, il est engagé par la nouvelle et ambitieuse écurie Lola MasterCard. Mais le projet Lola s'avère rapidement être à la limite du professionnalisme : à Melbourne, pour le premier Grand Prix de la saison, Ricardo et son coéquipier Vincenzo Sospiri tournent près de dix secondes moins vite que les plus lents de leurs adversaires. Logiquement, ils ne parviennent pas à se qualifier, n'ayant pas réussi à passer sous la barre fatidique des 107 % du temps du poleman Jacques Villeneuve. Ne souhaitant pas se compromettre plus longtemps dans ce qui s'annonce comme le gag de l'année, Mastercard se retire immédiatement du projet, et l'écurie, couverte de dettes, doit déclarer forfait à la veille de l'épreuve suivante au Brésil. On ne reverra plus les Lola, et Rosset se retrouve sur la touche pour le reste de la saison.
Il obtient une nouvelle chance en Formule 1 en 1998, avec son engagement chez Tyrrell, que vient de racheter l'homme d'affaires écossais Craig Pollock. Alors que l'on s'attend à ce que Rosset, fort de son expérience, s'affirme comme le leader de l'équipe, il se fait au contraire systématiquement et largement dominer par son inexpérimenté coéquipier japonais Tora Takagi. Il est non qualifié à cinq reprises, car incapable de réaliser un temps inférieur à 107 % de la pole position, alors que tous les autres pilotes se qualifient à chaque course. Pour stigmatiser la lenteur du pilote brésilien, le paddock s'empresse de le surnommer "Ricardo Rocket" (Ricardo la fusée). Pour justifier ses contre-performances, Rosset se plaindra de ne pas bénéficier de la part de son équipe de la même attention que son coéquipier. Sa réputation fortement écornée, Rosset décide de mettre un terme à sa carrière à l'issue de la saison 1998.
Dix années plus tard, il reprend le volant dans le cadre du championnat du Brésil de GT3, où il fait équipe sur une Ford GT avec le cinéaste Walter Salles.

## Résultats en championnat du monde de Formule 1
| Saison | Écurie                  | Châssis | Moteur       | Pneus       | GP disputés | Points inscrits | Classement |
| ------ | ----------------------- | ------- | ------------ | ----------- | ----------- | --------------- | ---------- |
| 1996   | Footwork Hart           | FA17    | Hart V8      | Goodyear    | 16          | 0               | n.c.       |
| 1997   | Mastercard Lola F1 Team | T97/30  | Cosworth V8  | Bridgestone | 0           | 0               | n.c.       |
| 1998   | PIAA Tyrrell            | 026     | Cosworth V10 | Goodyear    | 11          | 0               | n.c.       |